# István Busa
István Busa (n. 31 mai 1961, Kecskemét, Ungaria) este un scrimer ce a reprezentat Ungaria, medaliat olimpic. A participat la 2 ediții ale Jocurilor Olimpice (1988, 1992) în care a câștigat o medalie de bronz.